# Ernest de Royer
Pour les articles homonymes, voir de Royer-Dupré, Royer et Dupré.
Paul Henri Ernest de Royer Dupré, né à Versailles le 29 octobre 1808 et mort à Paris le 13 décembre 1877, est un avocat, magistrat et homme politique français.
Sous la Deuxième République, il est ministre de la Justice en 1851 ; il l'est de nouveau sous le Second Empire, de 1857 à 1859.
Il est ensuite successivement procureur général près la Cour de cassation, sénateur et premier vice-président du Sénat, premier président de la Cour des comptes.

## Biographie
Né en 1808, Ernest de Royer Dupré est un fils de Joseph-Étienne de Royer Dupré, directeur des contributions directes à Marseille, anobli en 1817, et de Claudine de Cardon de Sandrans, fille du député de la noblesse Joseph de Cardon de Sandrans. Il est issu d'une famille de grands magistrats du Dauphiné[réf. nécessaire].

### Études juridiques, devient avocat
Ernest de Royer suit d'abord ses études à Marseille. Il effectue ensuite des études de droit à Grenoble, puis à Paris, où il devient avocat en 1829.

### Magistrat
Il entre dans la magistrature en 1832 au titre du ministère public, comme substitut au tribunal de Die. Il continue sa carrière de magistrat à Sainte-Menehould en 1833, à Châlons-sur-Marne en 1834, puis à Reims en 1835 et enfin à Paris en 1841. Il y requiert notamment contre le notaire Lehon et dans l'affaire de la catastrophe du chemin de fer de Versailles rive gauche.
Royer est nommé ensuite substitut près la Cour royale en 1846, puis avocat général en 1848. C'est en cette qualité qu'il plaide en mars-avril 1849 à la Haute Cour de justice réunie à Bourges, puis en octobre-novembre 1849 à la Haute Cour de justice de Versailles, pour juger les journées révolutionnaires socialistes du 15 mai 1848 et du 13 juin 1849. Il se prononce alors vivement contre le régime de la Deuxième République. Il est nommé le 17 mars 1850, procureur général près la cour d'appel de Paris.

### Ministre
Ministre de la Justice du 24 janvier au 10 avril 1851, membre de la Commission consultative puis conseiller d'État au lendemain du 2 décembre, il rentra dans la magistrature en 1853, en devenant procureur général près la Cour de cassation. À nouveau ministre de la Justice le 16 novembre 1857, après la mort d'Abbatucci, il eut à prendre la responsabilité de la loi de sûreté générale votée à la suite de l'attentat d'Orsini, en 1858. Il rendit son portefeuille le 4 mai 1859 et fut nommé le lendemain au Sénat, avec le poste de premier vice-président. Premier président de la Cour des comptes en 1863, il était également président du conseil général de la Marne. Après la chute de l'Empire, il se consacra à sa carrière de magistrat[évasif].

### Mort et postérité
Il meurt à Paris le 13 décembre 1877 et est enterré au cimetière du Père-Lachaise (10e division).
Son fils aîné, Clément de Royer, fut l'un des dirigeants du mouvement bonapartiste sous la Troisième République. Son second fils, Paul de Royer (1848-1917) avocat à la Cour d'Appel de Paris, est également connu comme auteur dramatique sous le pseudonyme de Paul Dehère,.

## Distinctions
- Légion d'honneur[6] :
  -  Grand-croix de la Légion d'honneur 17 mars 1869 ;